# Jaime Raúl Salamanca
Jaime Raúl Salamanca Torres (Sotaquirá, 15 de diciembre de 1979) es un contador, ex dirigente estudiantil y político colombiano, presidente de la Cámara de Representantes de Colombia entre 2024-2025.

## Biografía
Nació el 15 de diciembre de 1979, en el municipio colombiano de Sotaquirá, Boyacá.
Estudió contaduría pública en la Universidad Pedagógica y Tecnológica de Colombia, realizó su maestría de gobierno gerencia territorial en la Universidad de Santo Tomás e hizo su especialización de gestión territorial de desarrollo en la Universidad de los Andes.

### Vida política
Su trayectoria empezó como representante estudiantil de consejo académico en la Universidad Pedagógica y Tecnológica de Colombia. Se incursiona en la política como diputado de la Asamblea Departamental de Boyacá en 2012 y reelegido en 2016 al 2019. En 2019 fue precandidato a la gobernación de Boyacá por la Alianza Verde.
Se desempeñó como secretario de Educación Departamental durante la gobernación de Ramiro Barragán Adame, desde 2020 hasta su renuncia en 2021.
En 2022 hizo parte de las elecciones al Congreso de la República por Alianza Verde. El 20 de julio de 2024 fue elegido presidente de la Cámara de Representantes de Colombia.